# Montserrat Hormigos Vaquero
Montserrat Hormigos Vaquero (Talavera de la Reina (Toledo), 5 de marzo de 1971) es una gestora cultural y crítica de cine especializada en el análisis de género de la imaginería de la literatura y el cine fantástico. Sus estudios se han centrado en temas mitológicos y de religiones comparadas así como el sexismo presente en las imágenes de los mensajes mediales de la contemporaneidad. También está interesada en los temas de educación medioambiental y en el estudio de la relación entre el arte, el ritual y lo sagrado.

## Carrera profesional
Es licenciada en Ciencias de la Información y obtuvo el Doctorado en Teoría del Discurso y Comunicación Audiovisual en 2005 con la tesis presentada "Cine y Otredad: la maternidad monstruosa en el fantástico" en la Universidad de Valencia. Ha participado en el curso "Cultura y Educación para el desarrollo" de los Programas Europeos para la Cooperación al Desarrollo de la Cátedra UNESCO.
Montserrat ha trabajado como Técnica Superior de Investigación en el Proyecto de ámbito nacional "Ciudadanía, Género y Sujeto Político. Evaluación de las políticas de igualdad" en 1997  y ha impartido talleres de análisis publicitario, medios de comunicación e imaginarios socio-sexuales en los Cursos de Formación del Profesorado del CEFIRE  de Valencia y el Instituto de Creatividad e Innovaciones Educativas.
Como docente, también ha impartido clases y ha asistido a congresos nacionales e internacionales en la Universidad de Valencia, la Universidad de Burgos y la Universidad Autónoma de Barcelona, tratando cuestiones de género en el mito, la literatura, las artes visuales y los estudios culturales. Cabe destacar su participación, junto con Irene Ballester, en el curso "Sexismo en la publicidad: saber leer las imágenes", seleccionado en convocatoria pública por la Unidad de Igualdad y en el Máster en Historia del Arte y Cultura visual de la facultad de Geografía e Historia de Valencia.
Ha participado en la Conferencia-Debate "Sexismo en la publicidad ¿Qué puede hacer la Unión Europea?" celebrada en el Parlamento Europeo el 29 de marzo de 2017 junto con el grupo Compromís, reivindicando y exigiendo a la Unión Europea el fin de la publicidad sexista. En ella, Montserrat Hormigos denunció  el uso de adolescentes a edades cada vez más tempranas en el mercado de la seducción, y el aumento del uso de imágenes sexistas violentas en la publicidad, al mostrar violaciones, sumisiones, cadáveres, asesinatos y mutilaciones. Para ella "la lectura disidente de los  mensajes publicitarios será fundamental para la construcción de un pensamiento para los años venideros donde la estética no olvide la ética"
Es miembro de la Asociación feminista FEM Carrer, dedicada a la divulgación del trabajo y la obra de mujeres profesionales y artistas, y de la Asociación Internacional de Críticos de Arte. Por eso, Montserrat Hormigos, es llamada desde diferentes Festivales de cine nacionales e internacionales como especialista en igualdad para formar parte de los Miembros del Jurado
Respecto a su interés en la ecología y la educación medioambiental, Montserrat Hormigos ha ejercido de curadora en varios proyectos expositivos centrados en arte y naturaleza. Asimismo, gestionó el Proyecto Cultural y de Educación Medioambiental "La herencia de los árboles" llevado a cabo en el Jardín Botánico de la Universidad de Valencia, un ciclo de conferencias en el que ella participó hablando sobre el culto a los árboles. Ejerció de comisaria en exposición colectiva "El árbol de la vida. Naturaleza y espacios rituales" llevada a cabo también en el Jardín Botánico de la Universidad de Valencia y de la exposición monográfica de la obra del artista Josep Albert Ibáñez en el Almudín de Valencia. Cabe destacar sus colaboraciones en la revista Espores. La veu del Botànic.
Su trabajo más reciente ha sido la colaboración con Myriam Negre en una pieza de video documental sobre antropología femenina, titulado "Las venas de la Tierra. Un recorrido por la sangre femenina", de la que es guionista y directora tras haber realizado un trabajo de campo con comunidades indígenas.

## Obra
Entre sus publicaciones cabe destacar las relativas a cuestiones de género, arte y cuestiones medioambientales. Sobre esta temática ha publicado libros, tanto en solitario como formando parte de obras colectivas, y artículos en revistas especializas. Podemos destacar:
- "Guía para ver y analizar La semilla del diablo" (Nau Llibres y Octaedro, 2003).[14][15]

- "Flores curiosas de la cripta fílmica de Poe”, en Las sombras del horror. Edgar Allan Poe en el cine.[16][17]

- “Nuevas especies para el panteón de lo grotesco femenino. David Cronenberg y la Nueva Carne”, en La nueva carne. Una estética perversa del cuerpo (Valdemar y el Festival Internacional de Cine de Sitges, 2002).[18][19]
- “Doble extranjería y derecho de autodeterminación” sobre la obra de la artista mexicana Adriana de Guadalupe Chávez, en el catálogo de la exposición Roomart 2014-Migracions visuals, (Vicerrectorado de Cultura e Igualdad-CDAV, 2015).[20]

- “La casa maldita y la escena primaria”, L’Atalante. Revista de estudios cinematográficos, nº 9, enero de 2010, pp. 86-92.[21]
- “Árboles de la vida, ciervos y chamanes”, Espores. La veu del Botànic, revista electrónica de la Universidad de Valencia (19.04.15)[22]
- "La covada y las hijas de la ciencia y el deseo” y “Mandrágora (Alraune)”, en Mad Doctors. El sueño de la razón (T&B, 2016)
- "La mujer simia como emblema del espectáculo erótico”, en Luces y contraluces en torno a Darwin (MuVIM, 2009).
- " Le triptyque adolescent et l’obscénité organique. Une visión de Catherine Breillat”, en Ob/scena. L’obscène au féminin au tournant du XXI siècle (Éditions L’improviste, 2013).
- “La cueva de la triple diosa: el santuario de satánicas y hechiceras” y “Las hijas fílmicas de Lilith: paridoras de engendros diabólicos y la Madre caníbal”, en El demonio en el cine. Máscara y espectáculo (Valdemar, 2007). Que recibió el Premio de Investigación AEHC (Asociación Española de Historiadores de Cine) al mejor Libro de Compilación.
- “El deseo y la nueva carne en los filmes de David Cronenberg”, en Los hábitos del deseo (Excultura en colaboración con el Ministerio de Ciencia y Tecnología, 2005).
- “El mundo onírico de barrocos y manieristas. El cine de terror italiano”, en Cautivos de las sombras: el cine fantástico europeo (MuVIM: Museo Valenciano de la Ilustración y la Modernidad, 2007).
- “Luces en la caverna primitiva”, en el catálogo de la Exposición Prehistoria y Cine (Museo de Prehistoria de Valencia, 2012).
- "Los embarazos milagrosos y satánicos: el parto a escena”, en el libro de Actas Mujer, cultura y salud: El deseo del hijo. Los temores del embarazo (Generalitat Valenciana, 2005).
- "La perversa mujer vegetal: la Mandrágora literaria y fílmica”, en Quaderns de Filologia 14 bajo el título La ciencia ficción en los discursos culturales y medios de expresión contemporáneos (Universidad de Valencia, 2011).